# Avebrevicauda
De Avebrevicauda zijn een groep vogels. 
De klade werd voor het eerst gedefinieerd door Gregory S. Paul in zijn boek Dinosaurs of the Air van 2002 als: alle Aves die tien of minder beweeglijke staartwervels hebben of afstammen van dergelijke vormen en die behoren tot dezelfde klade als de Neornithes. 
In de loop van de evolutie vergroeiden bij vele vogelgroepen de staartwervels; de klade gebruikt als kwalificatie de apomorfie (nieuwe eigenschap) dat het aantal nog beweegbare staartwervels tot minsten tien is gereduceerd. Dit soort op eigenschappen, in plaats van strikt op afstamming, gebaseerde definities is ongebruikelijk aan het worden in de kladistiek; Paul Sereno wijst het concept af als onnuttig. De naam verwijst naar de apomorfie: cauda brevis betekent "korte staart" in het Latijn.
Tot deze klade behoren alle moderne vogels; de klade vormt een relatief vroege afsplitsing binnen Aves. Het definitieonderdeel "die behoren tot dezelfde klade als de Neornithes" is een vergissing; bedoeld wordt: "en tot welke klade ook de Neornithes behoren". Het eerste is vermoedelijk het geval voor alle levende wezens; het tweede sluit die groepen uit die onafhankelijk van de voorouders van Neornithes deze eigenschap ontwikkeld zouden kunnen hebben.